# Helmut Sethe

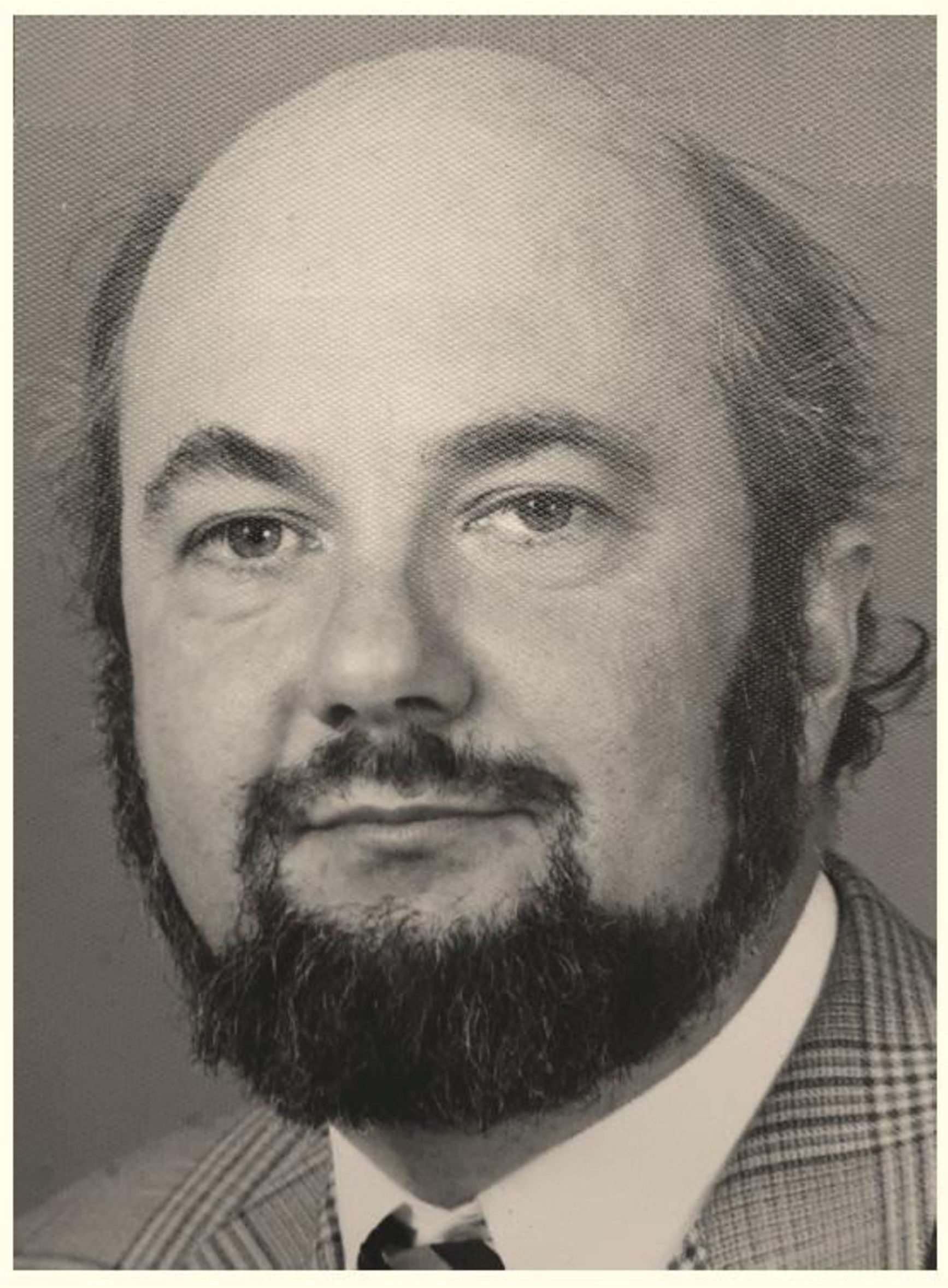
Helmut Sethe

Helmut Sethe (* 8. Oktober 1929 in Duisburg; † 6. November 1983 in Schobüll) war ein deutscher Journalist und Chefredakteur.

## Leben
Die ersten Berufsjahre verbrachte Helmut Sethe u. a. bei der „Bochumer Morgenpost“ und beim „Duisburger General-Anzeiger“, bevor er 1962 zu den Husumer Nachrichten wechselte, deren Chefredaktion ihm 1963 übertragen wurde, womit er zeitweilig jüngster Chefredakteur in Deutschland war. Er formte die Husumer Nachrichten zu einem Blatt mit eigenem liberalen und unabhängigen Profil. Herausragend war sein ehrenamtliches Engagement für die Pressefreiheit und -verantwortung, die Europäische Union und die Völkerverständigung, welches sich in einer umfassenden Gründungs- und Gremienarbeit manifestierte und mit dem Bundesverdienstkreuz gewürdigt wurde. Engagiert unterstützte er die deutsch-dänische Zusammenarbeit und setzte sich auf der Basis der Ostdenkschrift der Evangelischen Kirche aktiv für die Aussöhnung mit Polen ein. Helmut Sethe war ein Neffe von Paul Sethe. Er hinterließ bei seinem frühen Tod Ehefrau Ilselore (1933–2021) sowie vier Kinder.

## Mitgliedschaften
- Mitglied im Deutschen Presserat;[4] zeitweilig unter anderem Vorsitzender des Förderkreises und Mitglied im Beschwerdeausschuss[6]
- Vorstand des Schleswig-Holsteinischen Journalisten-Verbandes und im Gesamtvorstand des DJV[4]
- Gründer der Deutsch-Dänischen Pressekonferenz[3][1]
- Jurymitglied Bremer Fernsehpreis
- Bundes-Medienkommission der Freien Demokratischen Partei
- Landesverband Schleswig-Holstein der Europa-Union Deutschland, Vorsitzender des Landesausschusses und Gründer des Kreisverbandes Nordfriesland[7]
- Mitbegründer der Europäischen Akademie Schleswig-Holstein in Husum,[4] Vorsitzender des Förderkreises[7]
- Vorstandsmitglied des Deutschen Grenzvereins[7]
- Vorsitzender der Synode des Kirchenkreises Husum-Bredstedt[3][7]
- Rotary Club Husum, zeitweilig als Präsident[7]

## Ehrungen
Verleihung des Bundesverdienstkreuzes „in Anerkennung seines Einsatzes für den europäischen Gedanken“ am 30. April 1980

## Veröffentlichungen
- Der große Schnee. Der Katastrophenwinter 1978/79 in Schleswig-Holstein. Druck- und Verlagsgesellschaft, Husum 1979, ISBN 3-88042-074-2